# The Masked Singer
Masked Singer – międzynarodowy format telewizyjny typu reality show, oparty na licencji koreańskiej stacji telewizyjnej MBC Entertainment. Program zadebiutował w kwietniu 2015 na kanale MBC TV jako King of Mask Singer (kor. 미스터리 음악쇼 복면가왕; Misŭt’ŏri ŭmakso pongmyŏn’gawang).
W programie uczestniczą osoby publiczne, które w każdym odcinku śpiewają na scenie światowe przeboje, mając na sobie kostiumy uniemożliwiające ich identyfikację. Jurorzy próbują rozszyfrować tożsamość uczestników na podstawie głosu oraz wskazówek, jakie dają im zamaskowani zawodnicy, odpowiadając na zadane pytania. Publiczność bądź telewidzowie głosują na swych faworytów, a zdobywcy najmniejszej liczby głosów odpadają z programu, po czym ujawniają swoją tożsamość. W finale mierzą się ze sobą trzy osoby, a uczestnik z największą liczbą głosów wygrywa program.
Zasady międzynarodowego formatu różnią się od reguł koreańskiej wersji. W pierwszym odcinku programu King of Mask Singer wzięło udział ośmioro zawodników, a zwycięzca został Królem Maski. W każdym kolejnym odcinku do rywalizacji przystępują nowi uczestnicy, a najlepszy z nich mierzy się w finale ze zwycięzcą poprzedniego odcinka o tytuł Króla Maski.
Pierwszym nadawcą, który wykupił licencję na realizację lokalnej wersji formatu, była chińska telewizja JSTV, która w 2015 wyprodukowała pierwszą edycję programu King of Mask Singer (chiń. 蒙面歌王). Prawo do produkcji lokalnej wersji programu wykupiło następnie kilkanaście państw: Argentyna, Australia, Austria, Bułgaria, Estonia, Finlandia, Francja, Grecja, Hiszpania, Holandia, Indonezja, Meksyk, Mjanma, Niemcy, Panama, Peru, Portugalia, Rosja, RPA, Rumunia, Słowacja, Stany Zjednoczone, Tajlandia, Węgry, Wielka Brytania, Wietnam i Włochy.
W styczniu 2022 realizację polskiej edycji programu – pod nazwą Mask Singer – potwierdził TVN.